# Entsafter
Entsafter dienen dazu, Säfte aus Obst, Gemüse, Kräutern oder Gräsern zu gewinnen. Sie können in drei Kategorien eingeteilt werden: Saftpressen, Zentrifugenentsafter und Dampfentsafter.

## Entsafter-Typen

### Saftpressen
Saftpressen trennen den Saft vom Trester durch mechanischen Druck. Man kann unterscheiden zwischen
- Zitruspressen,
- Saftpressen mit einer Schnecke oder mit zwei gegenläufigen Schnecken
- oder mit gegenläufigen Zahnwalzen
- sowie Kelter (Weinpressen, Obstpressen, Ölpressen).

Zitruspressen können nur Zitrusfrüchte, Granatäpfel oder tropische Schalenfrüchte mit weichem Fruchtfleisch und zäher Schale (wie beispielsweise Passionsfrüchte, Guaven oder Kiwanos) entsaften. Sie stellen eine sehr einfache Form einer Saftpresse dar. Sie besitzen gewöhnlich einen nach oben spitz zulaufenden balligen Kegel, der mit kantigen Rippen versehen ist. Bei manchen Geräten wird der Kegel um die Kegelachse gedreht, bei manchen Geräten ist er starr. Sogenannte orange-juicer halbieren und pressen Orangen vollautomatisiert aus.
Entsafter mit einer oder zwei Schnecken können so gut wie jedes Obst und Gemüse, aber auch Kräuter und Gräser (beispielsweise zu Weizengrassaft) entsaften. Blätter werden am effizientesten mit zwei gegenläufigen Zahnschnecken- oder Zahnwalzengetrieben gepresst. Bei Schneckenpressen brechen die Schnecken zuerst Stücke des Pressgutes ab und quetschen dieses anschließend aus. Der Saft wird durch ein Sieb gedrückt, während der Trester am Ende der Schnecke ausgeworfen wird. Die Drehzahl der Schneckenwellen ist gering, weshalb wenig Sauerstoff in den Saft eingeschlagen wird.
Zuckerrohrpressen entsaften durch sich gegenläufig drehende Zahnwalzen (bewegt nach Art eines Stirnradgetriebes), zwischen denen das Zuckerrohr gequetscht wird. Damit werden als Zusatz zum Zuckerrohrsaft auch Ingwer und Zitrusfrüchte (mit Freisetzung von Schalenöl) entsaftet.

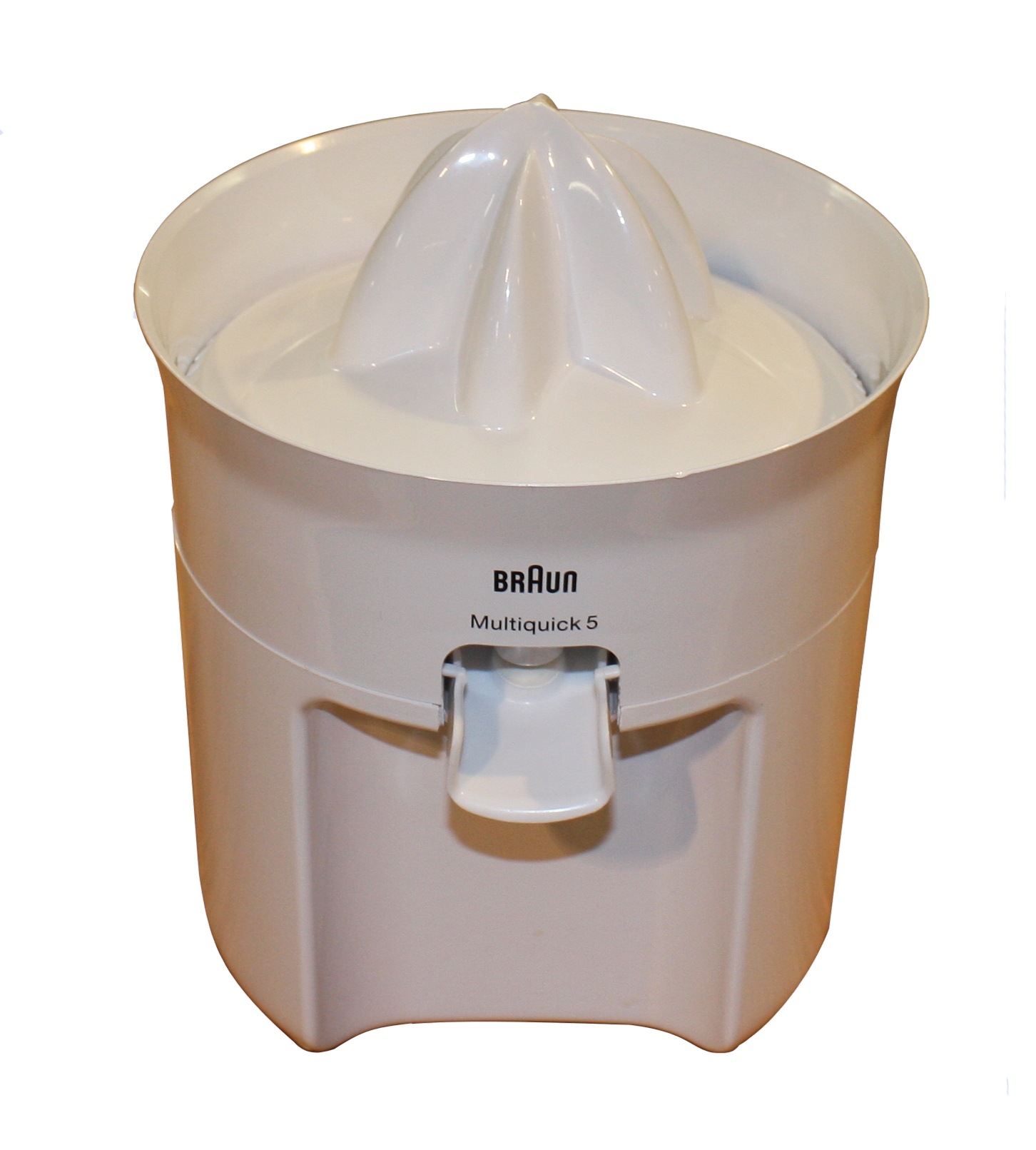
Zitruspresse
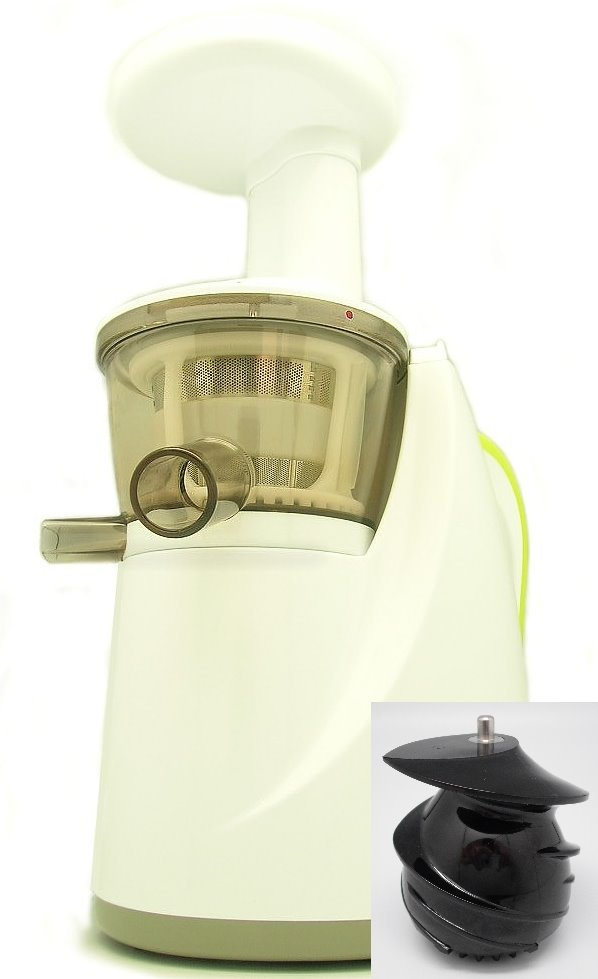
Schnecke vertikal
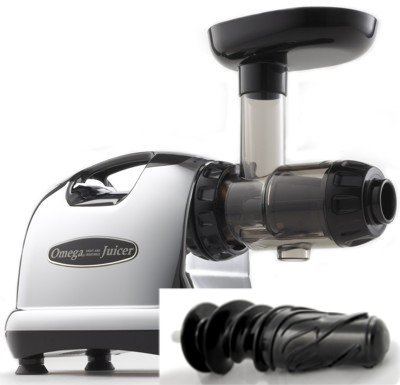
Schnecke horizontal
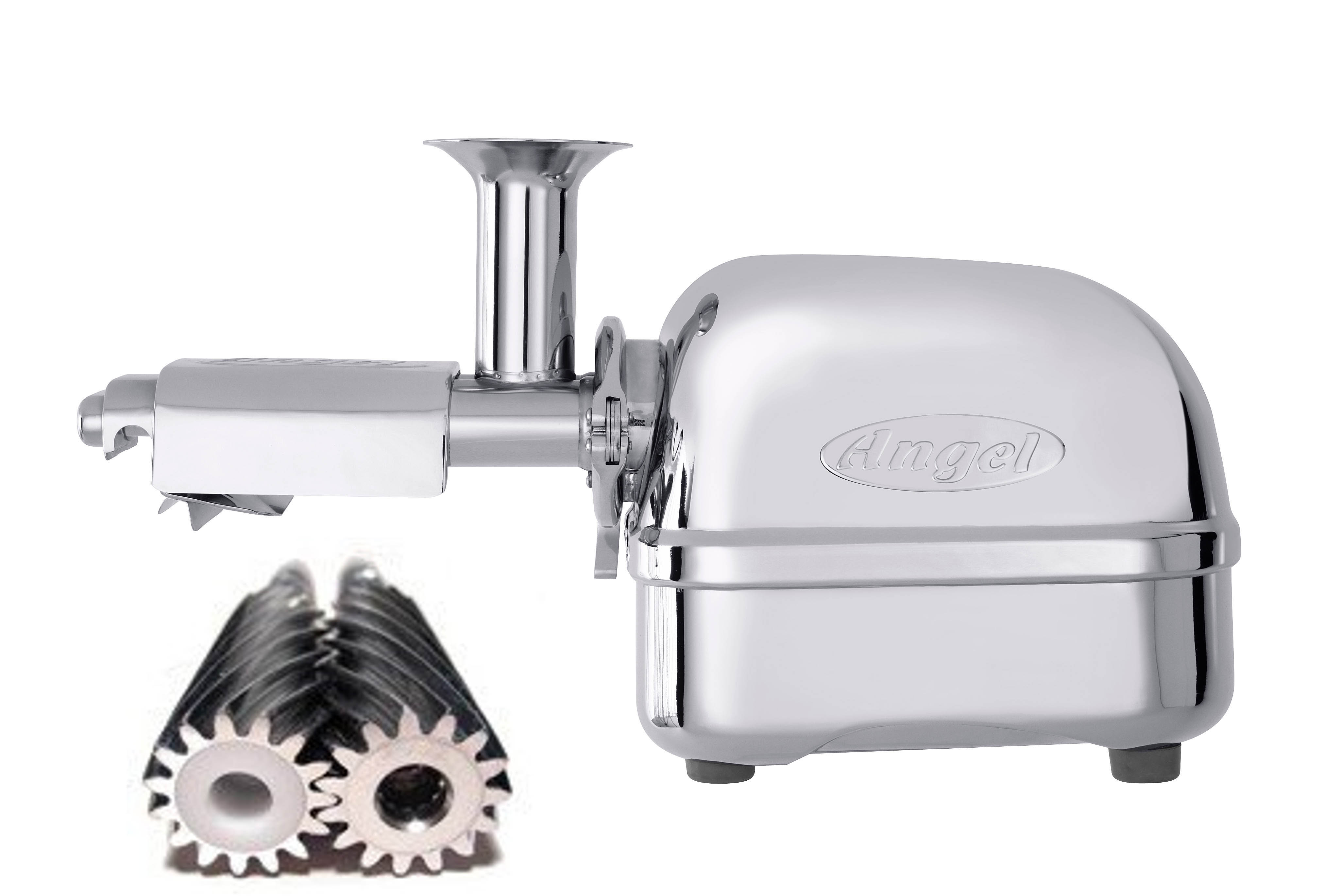
Zwei Schnecken
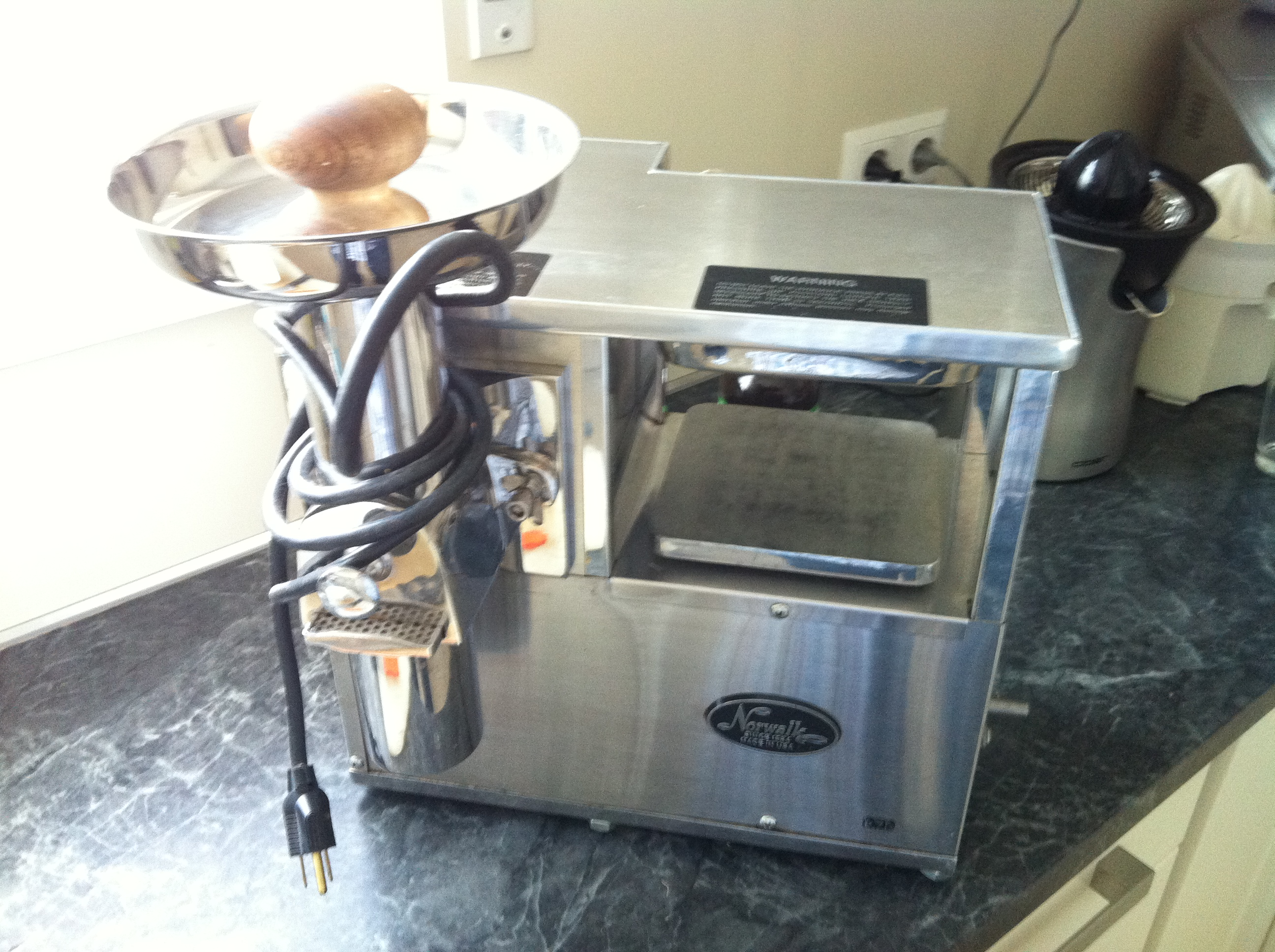
Hydraulik-Saftpresse

### Zentrifugenentsafter
Bei Zentrifugenentsaftern wird das zu entsaftende Gut mittels einer zentralen Reibscheibe gerieben und der so freigesetzte Saft mithilfe der Zentrifugalkraft durch Siebbleche abgeseiht. Die Siebe sind am Außenumfang der Reibscheibe zylinder- oder kegelstumpfförmig angeordnet. Die Reibscheibe dreht sich mit hoher Geschwindigkeit und zerkleinert dabei das Rohgut. In der Folge werden die Trester gegen die Siebe geschleudert und der Saft tritt durch die Siebschlitze.
Insbesondere ältere Modelle besitzen zylinderförmige Siebe, in denen sich der Trester innerhalb ansammelt und anschließend von Hand entfernt werden muss. Da der Trester dabei längere Zeit am Sieb bleibt und zentrifugiert wird oder mithilfe eines Abstreifers durch die Siebe gedrückt wird, kann bei diesen Modellen die Saftausbeute größer sein. Neuere Modelle weisen konische Siebe auf. Dadurch wird der Trester aus dem Sieb über die Auswurföffnung in einen Behälter geschleudert. Da der Trester nicht so lange geschleudert wird, kann die Saftausbeute geringer sein.
Zentrifugenentsafter können sehr schnell entsaften und werden daher auch häufig in der Gastronomie verwendet. Sie sollten ohne Werkzeug für die nachfolgende Reinigung auseinandernehmbar sein.
Zentrifugenentsafter eignen sich gut zum Entsaften von schnittfestem Obst und Gemüse. Blattgemüse, Gräser und Beeren oder zähe Wurzelgemüse oder Ingwer können dagegen nur schlecht verarbeitet werden.

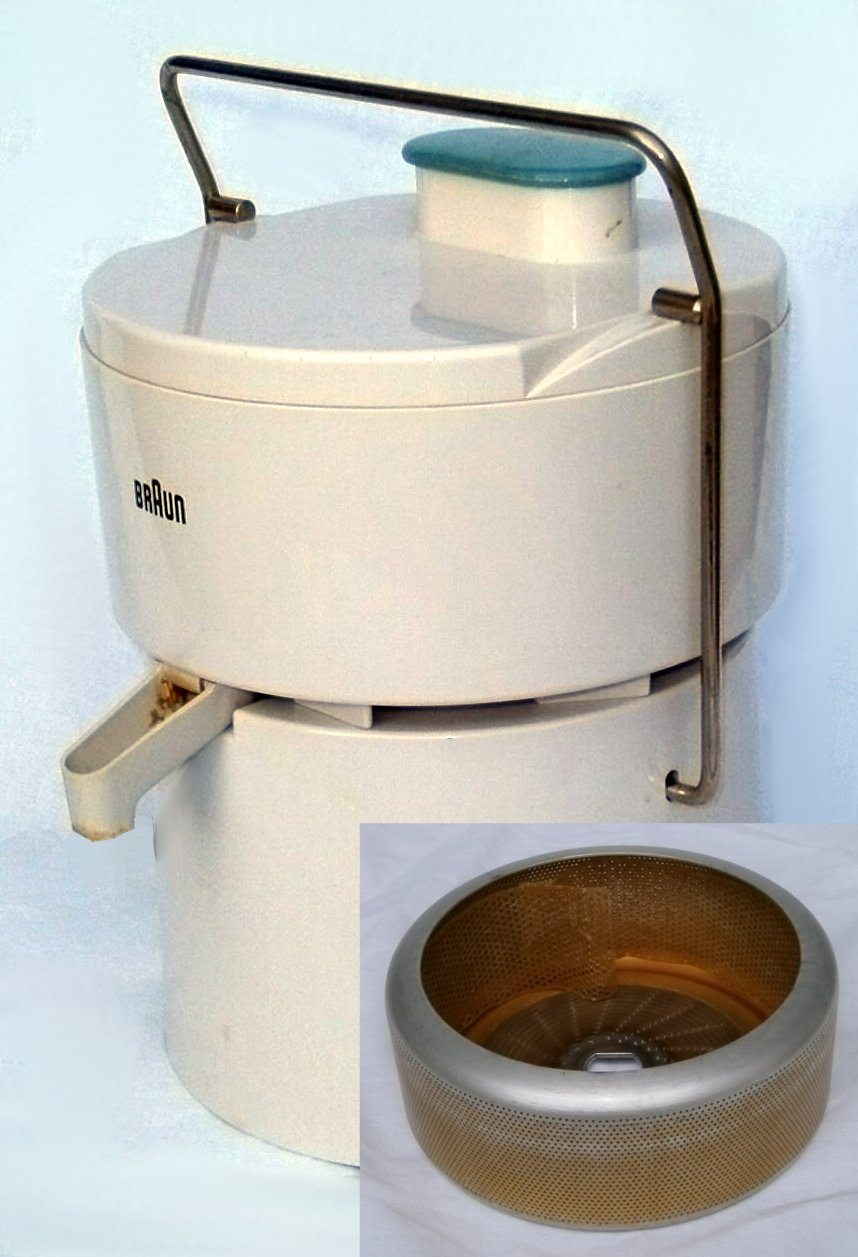
Zentrifuge: Zylinder
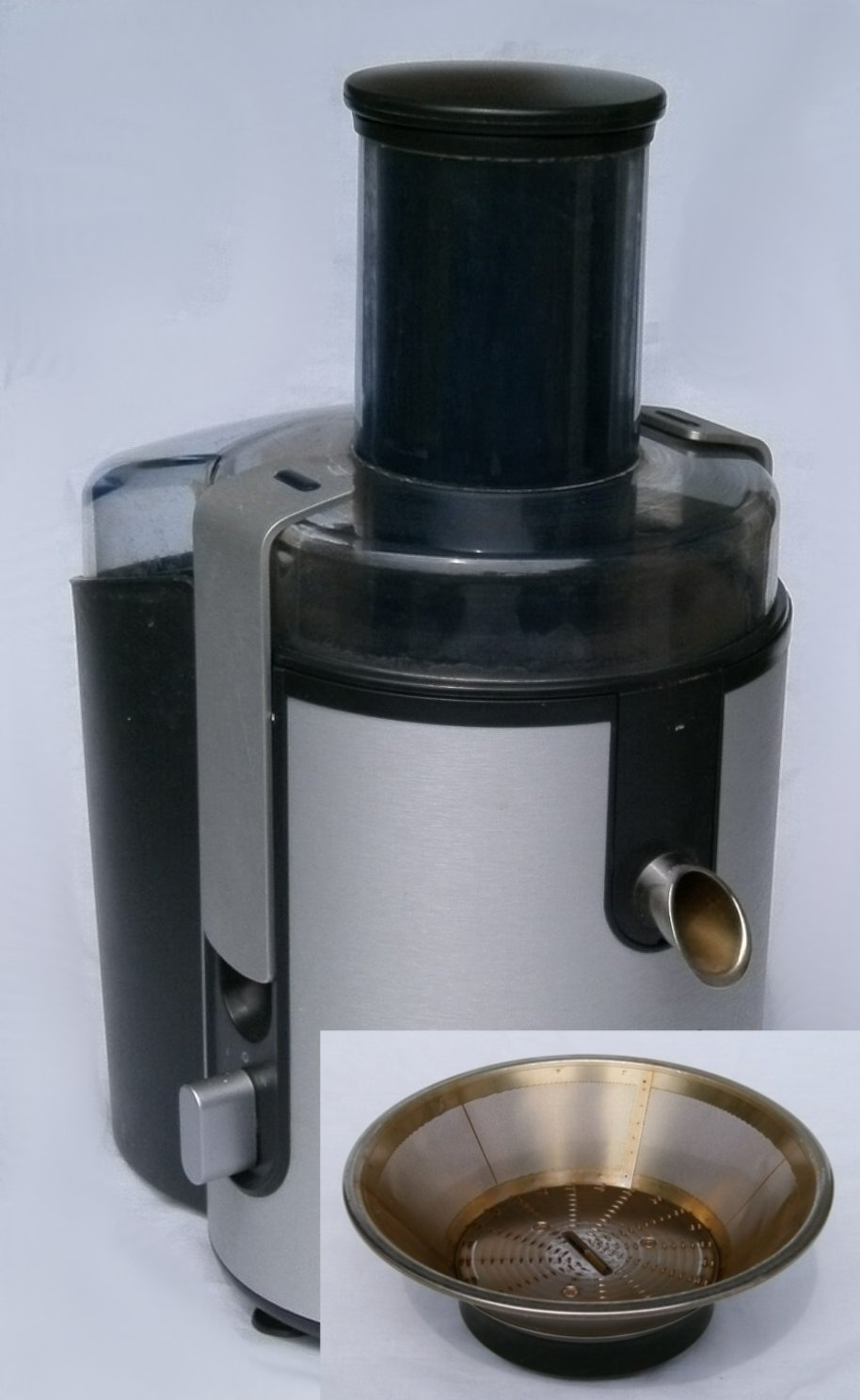
Zentrifuge: Kegel

### Dampfentsafter

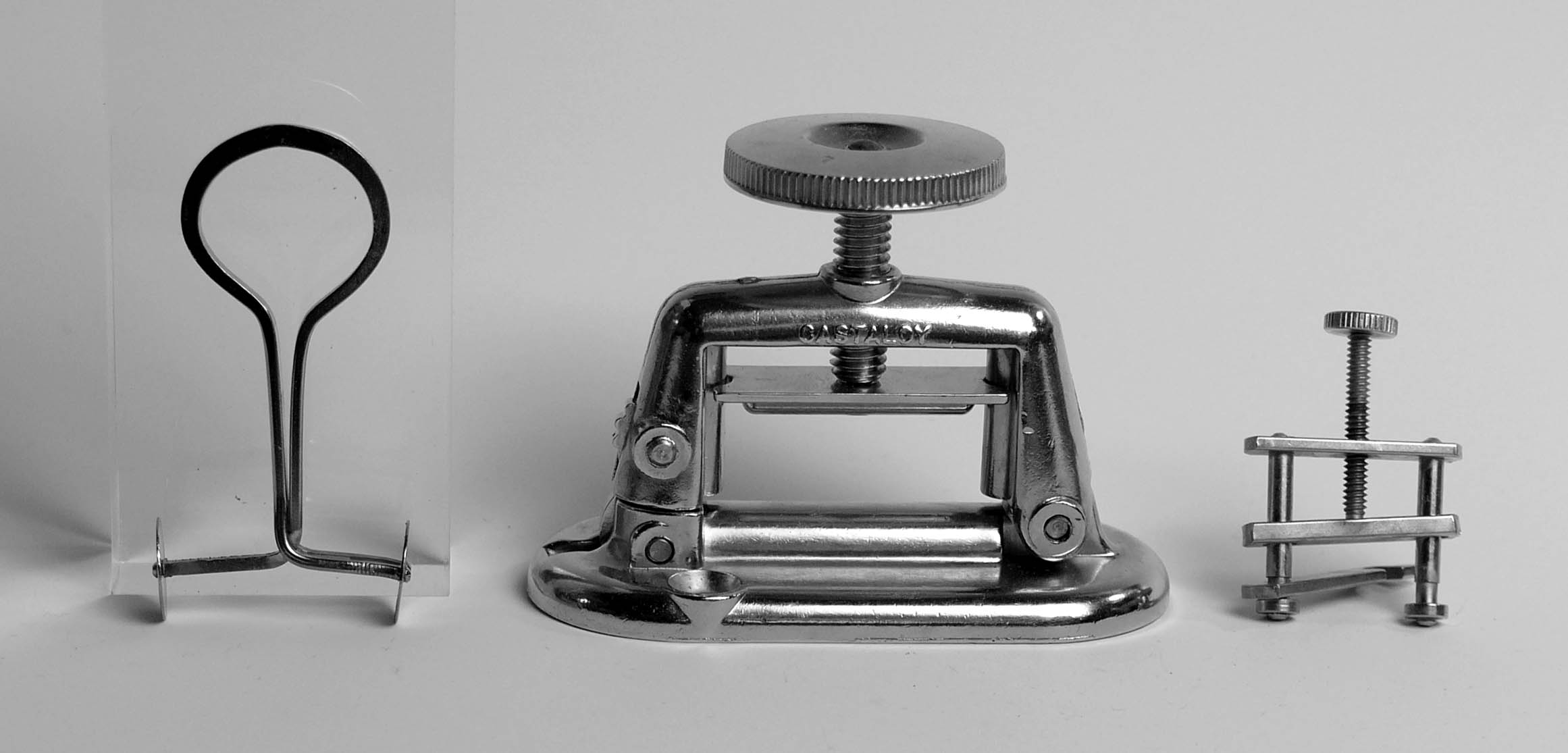
Quetschhähne

Dampfentsafter sind für die Verarbeitung von mehreren Kilogramm Obst geeignet. Sie bestehen in der Regel aus drei Teilen: In den unteren flachen Behälter wird Wasser zur Dampferzeugung gefüllt. Darauf wird ein unten bombierter  Auffangbehälter gesetzt. Dieser besitzt einen Ablauf, an dem ein Schlauch angeschlossen ist, der durch eine Klammer (Quetschhahn) zusammengequetscht wird. In der Mitte des Auffangbehälters befindet sich eine Öffnung, die von einem erhöhten Rand umgeben ist, so dass Dampf aus dem Unterteil nach oben steigen kann, der Fruchtsaft aber im Auffangbehälter verbleibt. In den Auffangbehälter wird der gelochte Fruchtkorb eingesetzt. Dieser weist manchmal die Form eines sich nach oben verjüngenden Trichters auf. Der ganze Entsafter wird mit einem Deckel geschlossen. Bei neueren Modellen besteht dieser meist aus Glas, damit der Vorgang beobachtet werden kann (sofern der Deckel sich nicht mit Kondenswasser beschlägt), ohne den Deckel abnehmen zu müssen, wodurch mit dem beim Öffnen entweichenden Wasserdampf Energie (Verdampfungsenthalpie) und Zeit verloren gingen.
Beim Entsaften wird das Wasser im unteren Behälter zum Kochen gebracht, der heiße Wasserdampf steigt mittig durch die Öffnung im Auffangbehälter nach oben in den Fruchtkorb. Die Hitze des Dampfes sowie allenfalls zugesetzter Zucker bringen die Pflanzenzellen zum Platzen, das zu entsaftende Gut wird mazeriert wie auch einer Wasserdampfdestillation unterzogen (wobei die Dämpfe so gesteuert werden, dass möglichst der gesamte Dampf im gebildeten Saft kondensiert und wenig Aromastoffe mit Dampf mitgerissen werden). Der Saft fließt durch die Löcher des Fruchtkorbes nach dem Prinzip der kommunizierenden Röhren in den Auffangbehälter. Nachdem die Früchte entsaftet sind und der Saft für eine Haltbarmachung ausreichend erhitzt wurde, wird die Schlauchklammer gelöst, sodass der Saft aus dem Auffangbehälter in saubere sterilisierte Behältnisse (Flaschen, Gläser) abgefüllt werden kann.
Da keine Bewegung erfolgt, verbleiben unerwünschte Reste wie Kerne, Häute und Stiele im Fruchtkorb. Der Arbeitsaufwand ist gering. Der gewonnene, verdünnte Saft ist, sofern er steril abgefüllt wurde, lange haltbar, aber wegen der längeren Erhitzung ärmer an Aroma (als beispielsweise gepresster und vor der Abfüllung oder in der Flasche pasteurisierter Saft). Nachteilig ist der verhältnismäßig hohe Energieverbrauch für die Erzeugung des Dampfes, auch dauert der Entsaftungsvorgang relativ lange, wobei diese Zeit aber sinnvollerweise für andere Arbeiten genutzt werden kann, da der Vorgang ohne weiteres Zutun abläuft.
Dampfentsafter werden von vielen Herstellern angeboten, die in einzelnen Komponenten auch als großer Kochtopf oder zum Dämpfen von Gemüse verwendet werden können; zudem gibt es spezielle Einsätze für Einkochtöpfe, mit denen sich diese auch als Dampfentsafter verwenden lassen. Neben Dampfentsaftern zur Verwendung auf dem Herd sind auch Modelle mit eingebauter elektrischer Heizung erhältlich, die an eine Steckdose angeschlossen und damit auch außerhalb der Küche verwendet werden können.

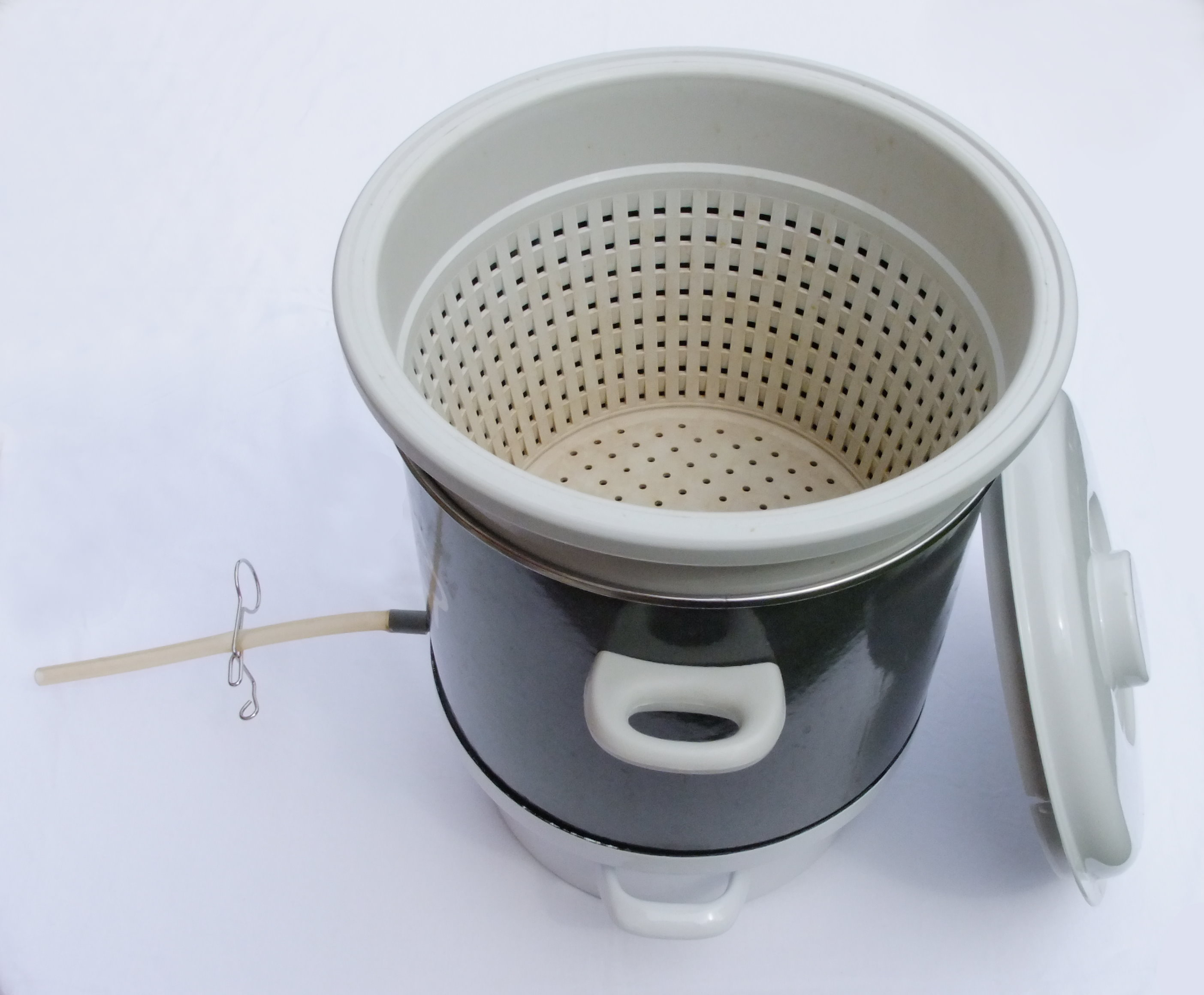
Dampfentsafter

## Qualität und Quantität der Säfte
Die Qualität des Saftes hängt von der Menge des eingetragenen Sauerstoffs während der Entsaftung und von der verwendeten Temperatur ab. Schnell laufende Entsafter, Standmixer oder Stabmixer wirbeln relativ viel Luft und damit Sauerstoff in den Saft ein, was zu einer schnelleren Oxidation der Inhaltsstoffe (siehe dazu auch Enzymatische Bräunung) und zu einer Verringerung der Qualität führen kann. Im Saft enthaltene verdauungsfördernde Enzyme werden durch das Einwirbeln von Sauerstoff in Zentrifugenentsaftern deutlich reduziert. Dampfentsafter zerstören aufgrund der erhöhten Temperatur einen Teil der Vitamine und die meisten Enzyme. Saftpressen wirbeln wenig Sauerstoff in den Saft und erhitzen den Saft kaum, somit entsaften sie am schonendsten und liefern einen Saft höchster Qualität.
Die Menge des erzeugten Saftes hängt bei kalter Herstellung von dem Grad der Zerkleinerung und der Presskraft ab. Da Zentrifugenentsafter relativ fein reiben, erzielen manche eine hohe Saftausbeute. Aber auch Saftpressen können allein durch großen Druck eine hohe Ausbeute erzielen. Es gibt hierbei von Hersteller zu Hersteller große Unterschiede.
Die folgenden Bilder zeigen jeweils links Apfelsaft aus einem Schneckenentsafter und rechts Apfelsaft aus einem Zentrifugenentsafter.

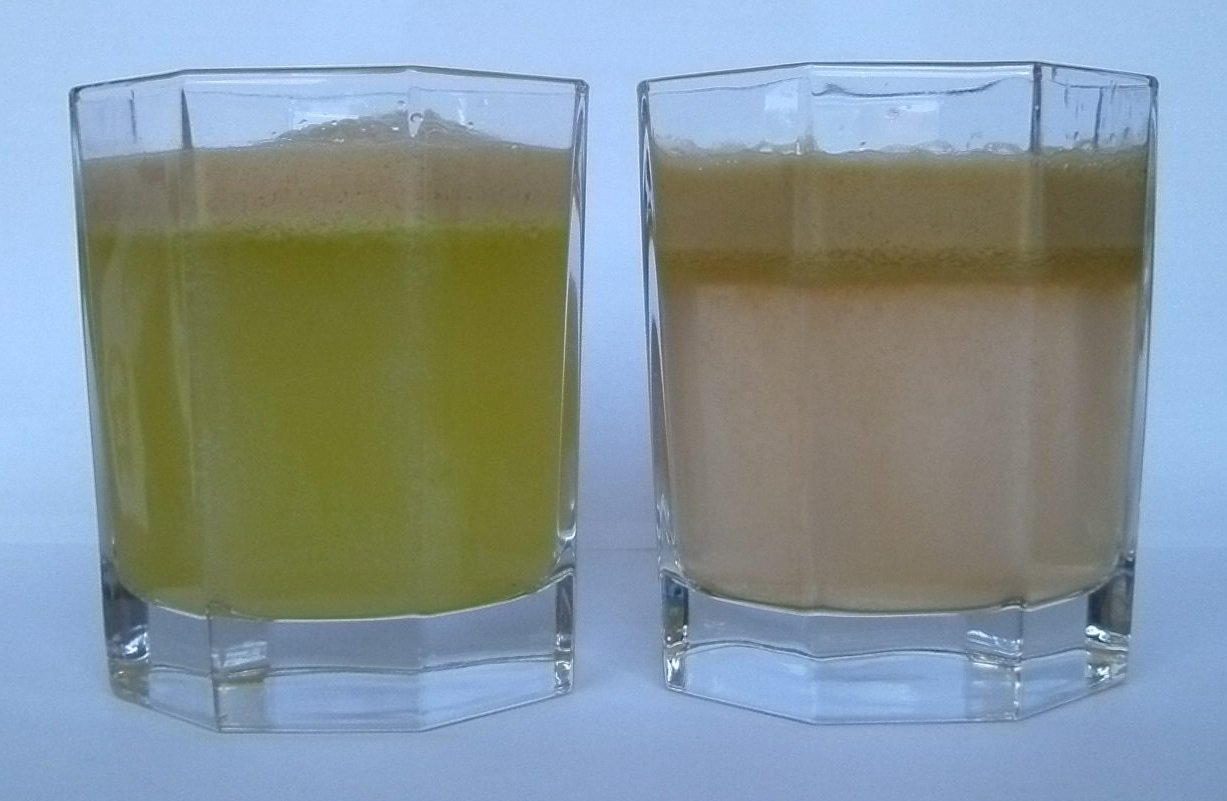
Braeburn
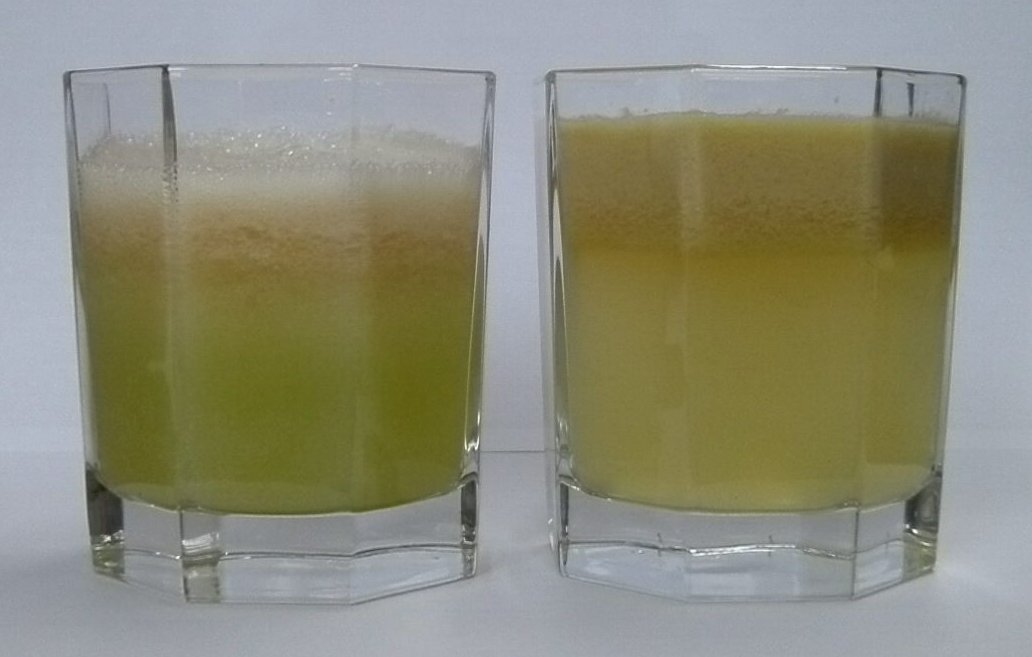
Granny Smith
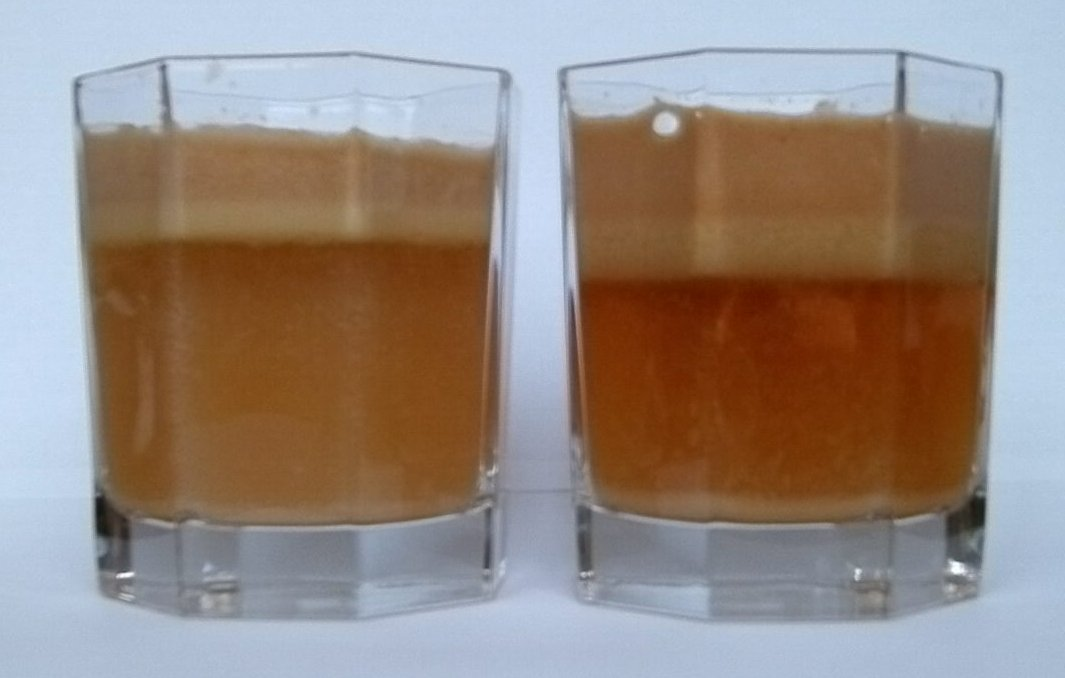
Florina